# Вэньлин
Вэньли́н (кит. упр. 温岭, пиньинь Wēnlǐng) — городской уезд городского округа Тайчжоу провинции Чжэцзян (КНР).

## История
Во времена империи Мин здесь был в 1469 году создан уезд Тайпин (太平县), названный по находящейся на его территории горе Тайпиншань. Когда после Синьхайской революции по Китаю была проведена сверка названий административных единиц, то выяснилось, что уезды с точно таким же названием имеются в нескольких других провинциях, и поэтому в 1914 году уезд был переименован в Вэньлин (温岭县) в честь другой находящейся на его территории горы.
После образования КНР в 1949 году был создан Специальный район Тайчжоу (台州专区), и уезд вошёл в его состав. В 1954 году Специальный район Тайчжоу был расформирован, и уезд Вэньлин перешёл в состав Специального района Вэньчжоу (温州专区).
В 1957 году Специальный район Тайчжоу был воссоздан. В 1958 году Специальный район Тайчжоу был расформирован опять, и уезд Вэньлин снова перешёл в состав Специального района Вэньчжоу.
В 1962 году Специальный район Тайчжоу был восстановлен вновь. В 1973 году Специальный район Тайчжоу был переименован в Округ Тайчжоу (台州地区).
В феврале 1994 года уезд Вэньлин был преобразован в городской уезд.
Постановлением Госсовета КНР от 22 августа 1994 году округ Тайчжоу был преобразован в городской округ.

## Административное деление
Городской уезд делится на 5 уличных комитетов и 11 посёлков.

## Экономика
В Вэньлине базируются мотоциклетная компания Qianjiang Motorcycle и крупнейший в стране производитель насосов Leo Group.
В 2022 году введена в эксплуатацию первая в Китае солнечно-приливная электростанция компании China Energy Investment Corporation.
Посёлок Вэньцяо является крупным центром по производству товаров для домашних животных (в том числе игрушек, лежанок и одежды).

## Достопримечательности

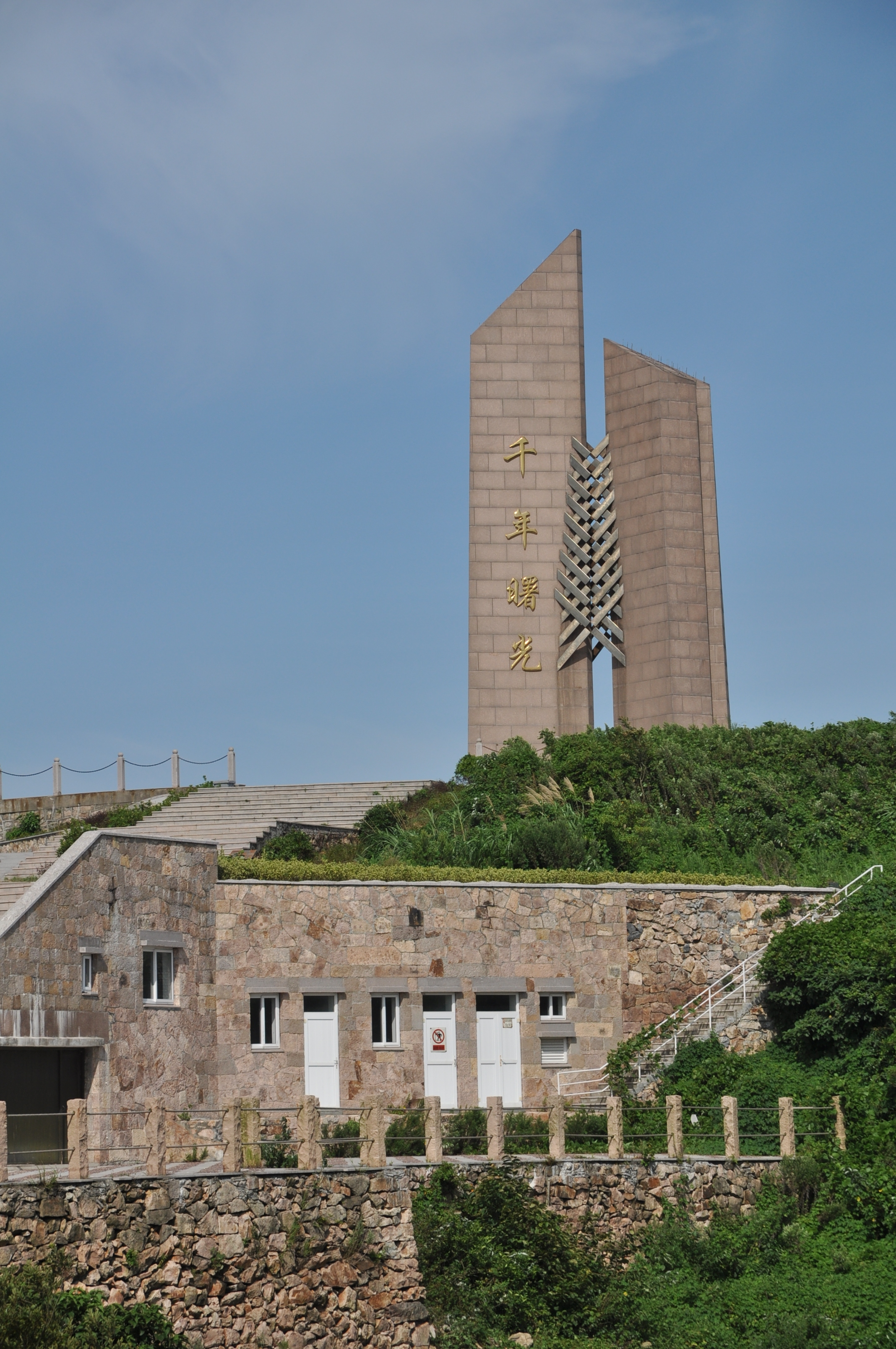
Памятник «Заря тысячелетия» в Вэньлине

В Вэньлине установлен памятник «Заря тысячелетия» (кит. упр. "千年曙光"纪念碑) в честь первого в материковом Китае луча Солнца, который, как считается, осветил этот город в новом тысячелетии. Это событие произошло 1 января 2001 года в 6:46 по пекинскому времени, за ним наблюдали 100 000 человек. А уже 9 января 2001 года в честь этого явления астероиду, открытому 23 сентября 1998 года в рамках пекинской Шмидт-ПЗС астероидной программы на наблюдательной станции Синлун, было присвоено наименование 14147 Wenlingshuguang (оно представляет собой записанное пиньинем название города Вэньлин и слово «заря», кит. упр. 曙光, пиньинь shǔguāng).